# Danza de las Pallas de Corongo
La danza de las Pallas de Corongo (del quechua palla, señora, dama, mujer madura de la nobleza inca) es una danza tradicional de origen incaico de la región Áncash en Perú.
Es un baile que se ejecuta todos los 29 de junio en honor a San Pedro.
Desde 2008 ha sido declarada Patrimonio Cultural de la Nación, mientras que las Pallas de Corongo son consideradas un símbolo ancashino.